# 廖恩焘

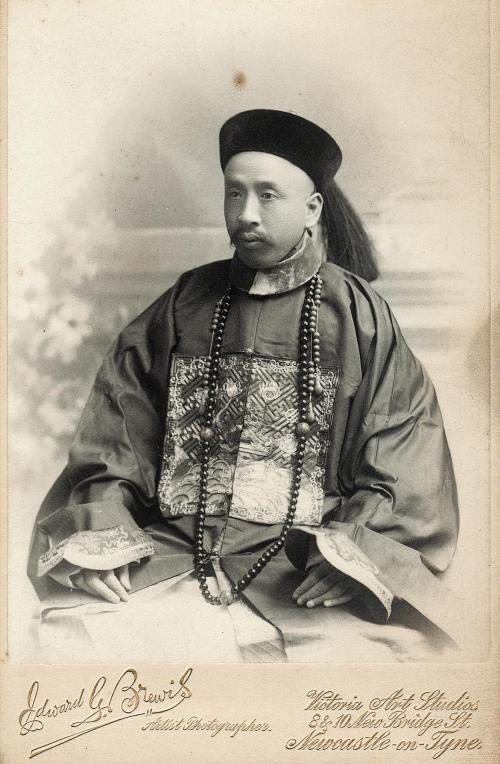
1896年32岁身穿朝服的廖恩焘

廖恩焘（1864年11月28日-1954年4月13日）字凤书、凤舒，号雪崖、忏盦、忏绮盦主人、疏肝斋主人。广东惠阳鸭仔埗白石坎陶前村人。清末、民国时代官员、外交官、词人。

## 生平
恩焘祖廖景昌，福建客家人，于香港经商成功。父廖竹宾，汇丰银行美洲业务副主管。叔父廖维杰，清廷洋务官员。弟廖仲恺（廖恩煦）、廖恩勋、侄廖承志。恩焘为其家族长房长孙。年9岁，因父亲廖竹宾工作原因迁往旧金山居住，入读英文学校，但没有中断中国古典文学的学习。1878年，恩焘回国投靠叔父廖维杰，师从陈伯陶。年19，中举人。后参加光绪十二年丙戌科考，落榜。后靠其叔父的关说而谋得外交官的职位，前往古巴任职。1890年3月，于旧金山成婚后抵达古巴，当时为领馆随员。1903年4月，升任驻古巴二等参赞兼总领事。1917年回国，至1922年曾短暂担任驻朝鲜领事、驻日本代办。参与有关取消《二十一条》的谈判。至年末升任驻古巴全权公使，至1931年回国。后因参与汪精卫政权下狱，几死。1946年移居香港，与文人名流唱和交游，病终，年九十。葬于香港华人基督教联会薄扶林道坟场。有一女廖香词，陳應榮之妻，生陈香梅，陈纳德之妻。

## 著作
恩焘性格诙谐幽默，不喜作古诗，但受胡汉民鼓励，写了许多粤语诗。恩焘主要以作词闻名，其作品曾受到朱祖谋的赞赏，称其“几为倚声家别开世界”。其主要著作有：
- 《嬉笑集》：粤语诗集，中有咏史，多笑话。
- 《忏盦词》八卷、《忏盦词续稿》四卷：忏盦词为其在古巴时所作，续稿为回国后所作，时间跨度为1926年至1935年。
- 《半舫斋诗余》不分卷：1940年出版。
- 《扪虱谈室词》、《扪虱谈室集外词》、《影树亭和词摘存》共一册，不分卷：1942-1945年间所作词。影树亭为迁居香港后所作。
- 《影树亭词》、《影树亭词续稿》：1951年出版，于香港所作词
- 《疏肝斋广州俗语词漫存》：粤语诗，手稿本，未出版，传阅于文人间，多笑话，记录了当时香港的市井生活。1953年夏完稿。
- 《新粤讴解心》：分三辑出版，粤讴作品集。[1]
- 《廖恩焘集》十六卷：华南师范大学教授闵定庆整理，2020年出版。